# Komorowo (Resko)
Komorowo (deutsch Kummerow, früher Cummerow) ist ein Dorf in der polnischen Woiwodschaft Westpommern. Es gehört zur Gmina Resko (Stadt- und Landgemeinde Regenwalde) im  Powiat Łobeski (Labser  Kreis).

## Geographische Lage
Die Ortschaft liegt in Hinterpommern, etwa sechs Kilometer nordnordwestlich der Stadt Resko (Regenwalde), sieben Kilometer südsüdwestlich des Dorfs Wicimice (Witzmitz) und vier Kilometer nordwestlich des Dorfs Łabuń Wielki (Labuhn).

## Geschichte
Das Gut Kummerow war ehemals ein altes pommersches Lehen der in Hinterpommern alteingesessenen Familie von der Osten, das aus drei Anteilen, A, B und C, bestand. Das Ostensche Lehen Kummerow A war ein Rittersitz mit einem Ackerwerk, einer Schäferei und drei Bauernstellen, wurde mit lehnsherrlicher Einwilligung vom 21. November 1724 von dem Hauptmann Philipp Ludewig von der Osten erblich verkauft und befand sich nach erbschaftsbedingten Besitzerwechseln 1782 im Besitz der Witwe Katharina Magdalena von Schlichting, geb. von Tresckow.
Das alte Ostensche Lehen Kummerow B mit einem Ackerwerk, einer Schäferei, den beiden Vorwerken Groß und Klein Rübenhagen und fünf Bauernstellen wurde am 17. Januar 1727 von Andreas Friederich von der Osten verkauft und befand sich 1782 im Besitz der Witwe des Kriegs- und Domänenrats Johann Christian Tetzlaff. Das alte Ostensche Lehen Kummerow C, bestehend aus einem Ackerwerk und einer Schäferei, besaß 1782 der Lieutenant George Christoph von der Osten.
Im Jahr 1798 war ganz Kummerow in der Hand des Hauptmanns Carl Friedrich Leberecht von Schlichting, der das vereinigte Gut jedoch schon 1804 wieder verkaufte. Nachdem ein weiterer Besitzerwechsel stattgefunden hatte, wurde das Rittergut am 9. März 1805 für den Preis von 93.500 Talern, inklusive 500 Taler in Gold, erblich an den herzogl. Mecklenburg-Schwerinschen Oberstallmeister Ernst Gottfried Georg von Bülow (1775–1851) verkauft, der hier seinen Hauptsitz nahm, sich fortan Bülow-Cummerow nannte und in dessen Familie sich das Gut noch 1842 und 1873 befand.
Besitzer des 1236 Hektar großen Ritterguts Kummerow war um 1884 Graf Perponcher auf Ornshagen, der auch noch 1892, als eine Ziegelei dazu gehörte, und 1896 Besitzer war.
Am 1. April 1927 hatte das Rittergut Kummerow eine Flächengröße von 1380 Hektar, und am 16. Juni 1925 hatte der Gutsbezirk 277 Einwohner.
Am Anfang der 1930er Jahre hatte die Gemarkung der Landgemeinde Kummerow eine Flächengröße von 14,6 km², und im Gemeindegebiet standen zusammen 27 bewohnte Wohnhäuser an sechs verschiedenen Wohnstätten:
1. Bernstein
2. Forsthaus Rübenhagen
3. Gut Rübenhagen
4. Krebskaten
5. Kummerow
6. Sack

Im Jahr 1945 gehörte die Landgemeinde Kummerow zum Kreis Regenwalde im Regierungsbezirk Köslin der preußischen Provinz Pommern des Deutschen Reichs. Kummerow war dem Amtsbezirk Regenwalde-Land zugeordnet.
Gegen Ende des Zweiten Weltkriegs wurde die Region im Frühjahr 1945 von der Roten Armee besetzt. Nach Beendigung der Kampfhandlungen wurde Kummerow zusammen mit ganz Hinterpommern seitens der sowjetischen Besatzungsmacht der Volksrepublik Polen zur Verwaltung überlassen. Danach begann die Zuwanderung von Polen. Das Dorf Kummerow wurde  unter der polonisierten Ortsbezeichnung ‚Komorowo‘ verwaltet. In der Folgezeit wurde die einheimische Bevölkerung von der polnischen Administration aus Kummerow und dem Kreisgebiet vertrieben.

### Demographie
| Jahr | Einwohner | Anmerkungen |
| ---- | --------- | --- |
| 1782 | –         | adliges Gut mit drei Ackerwerken, drei Schäfereien, zwei in der Heide gelegenen Vorwerken und 36 Feuerstellen (Haushaltungen) |
| 1818 | 232       | Dorf mit Ziegelei und dem Vorwerk Rübenhagen mit 97 Einwohnern, adlige Besitzung                                              |
| 1852 | 499       | Dorf |
| 1864 | 354       | am 3. Dezember, Gutsbezirk |
| 1867 | 334       | am 3. Dezember, Gutsbezirk |
| 1871 | 315       | am 1. Dezember, Gutsbezirk, sämtlich Evangelische                                                                             |
| 1885 | 220       | am 1. Dezember, Gutsbezirk, davon 203 Evangelische und 17 Katholiken                                                          |
| 1890 | 208       | am 1. Dezember, Gutsbezirk |
| 1910 | 211       | am 1. Dezember, Gutsbezirk |
| 1925 | 309       | darunter 294 Evangelische und 15 Katholiken                                                                                   |
| 1933 | 299       | [ 19 ] |
| 1939 | 283       | [ 19 ] |

## Persönlichkeiten
- Ernst von Bülow-Cummerow (1775–1851), seit 1805 Besitzer des Ritterguts Kummerow, Politiker und Publizist volkswirtschaftlicher Schriften
- Erich Willrich (1875–1914), deutscher Kunsthistoriker, Museumsdirektor und Sachbuchautor